# Garra orientalis
Garra orientalis är en fiskart som beskrevs av Nichols 1925. Garra orientalis ingår i släktet Garra och familjen karpfiskar. IUCN kategoriserar arten globalt som livskraftig. Inga underarter finns listade i Catalogue of Life.